# آلفونس لوتکه-وستهوس
آلفونس لوتکه-وستهوس (انگلیسی: Alfons Lütke-Westhues; ۱۷ مهٔ ۱۹۳۰ – ۸ مارس ۲۰۰۴) سوارکار پرش اهل آلمان بود.